# Dragan Žilić
Dragan Žilić (* 14. Dezember 1974 in Kikinda, SFR Jugoslawien) ist ein serbischer Fußballtorwart.

## Karriere
Žilić begann seine Karriere in seinem Heimatverein OFK Kikinda und wechselte von dort 1996 zum FK Vojvodina. Ab 2000 spielte er für den bulgarischen Verein ZSKA Sofia. Danach ging es dann zurück in die Heimat zum FK Semendria. 2005 gab es dann einen Wechsel zum kroatischen Verein HNK Rijeka. Er absolvierte fünf offizielle Länderspiele.
Seit 2012 ist Žilić Präsident seines früheren Klubs OFK Kikinda und gehörte im Jahre 2012 auch noch kurzzeitig als Ersatztorwart dem Herrenkader an.
Er lebt heute in Zweibrücken. Im Januar wechselte er als Torwarttrainer und Spieler zum saarländischen Bezirksligisten SV Genclerbirligi Homburg. Danach folgte im Herbst 2015 ein Wechsel zu SVE Einöd-Ingweiler, bei dem er ab diesem Zeitpunkt als Cheftrainer der ersten und zweiten Kampfmannschaft in Erscheinung trat und sich ab dem darauffolgenden Frühjahr auch selbst einsetzte. Sein Engagement als Spieler und als Trainer beendete er am Ende der Saison 2016/17 und wechselte in der Sommerpause vor der Spielzeit 2017/18 als Spieler zum Ligakonkurrenten SV Beeden, bei dem er es bis zur Winterpause auf 16 Ligaeinsätze brachte, ehe er erneut den Weg zurück zum SV Genclerbirligi Homburg antrat und dort 2018 auch als Spielertrainer tätig war. In weiterer Folge kam er in diversen deutschen Amateurfußballmannschaften zum Einsatz und ist als 50-Jähriger noch immer aktiv.